# 档案管理员
档案管理员又稱檔案員，是一名负责评估、收集、组织、保存档案的人，而且這些檔案具有长期价值，他還負責將這些文献和檔案分門別類存放，當人們需要某個檔案時檔案管理員還要順利找到並將這些檔案提供給需要的人。档案管理员保存的檔案包括信件、日记、日志、其他个人文件、政府文件、声音、图片、数字文件或其他物品。